# 楢の木のある風景
『楢の木のある風景』（ならのきのあるふうけい、露: Пейзаж с дубом、英: Landscape with an Oak）は、オランダ黄金時代の画家ヤン・ファン・ホイエンが1634年にキャンバス上に油彩で制作した風景画である。小屋の垣根に「VGoyen 2634」 (VとGの文字は組み合わせられている) という画家の署名と制昨年が記されている。作品は1920年以来、サンクトペテルブルクのエルミタージュ美術館に所蔵されている。

## 作品
ヤン・ファン・ホイエンは、母国オランダの見事な風景を描いたことで知られる。サロモン・ファン・ロイスダールとともに、彼はオランダ風景画のハールレム派の創立者であった。ファン・ホイエンは自然を写生し、多くのスケッチを残している。彼の油彩画はアトリエで制作されたものという以上に、現実の自然から受けた印象に依拠したものであったのかもしれない。

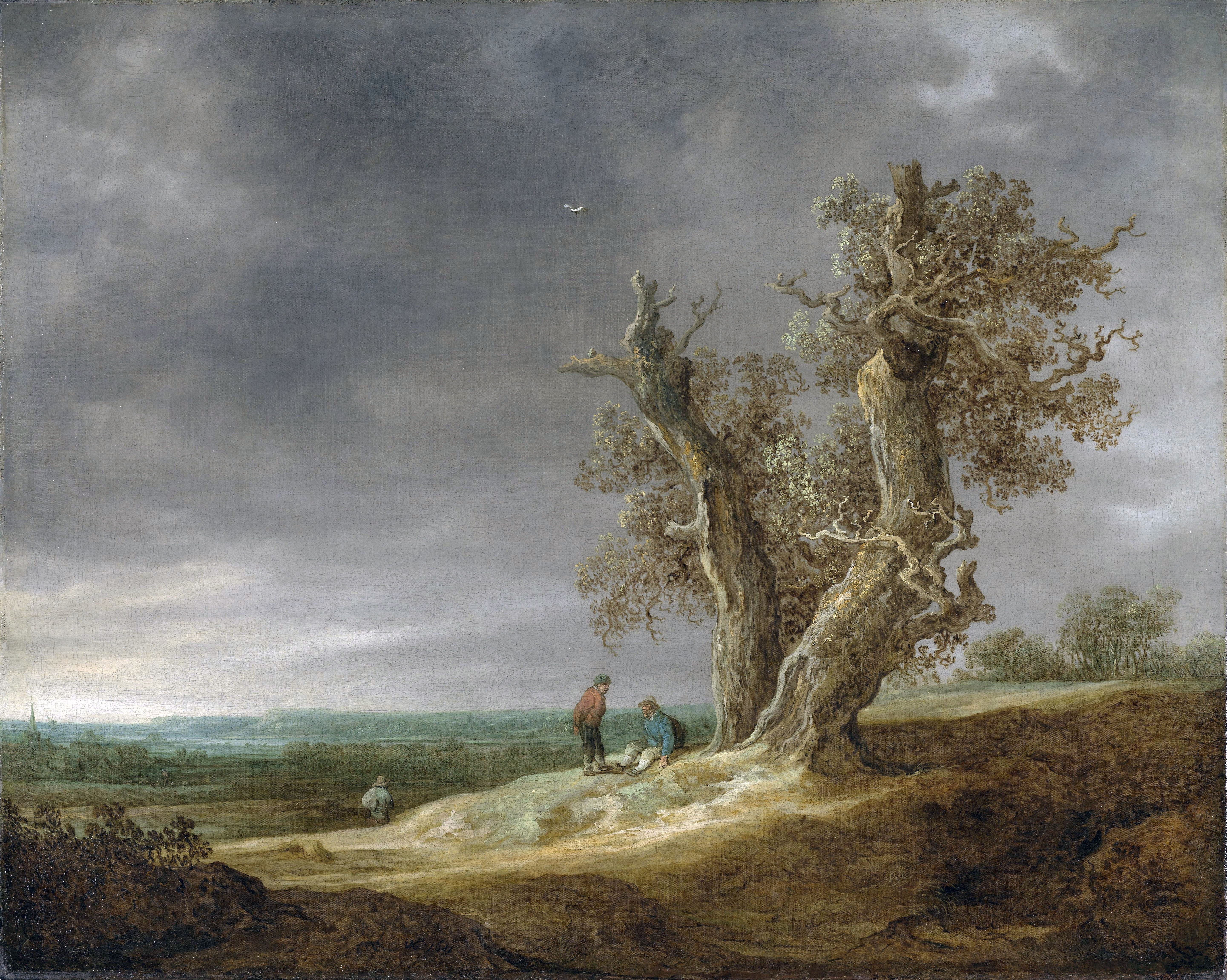
ヤン・ファン・ホイエン『二本の楢の木のある風景』 (1641年)、アムステルダム国立美術館

彼の1630年代の風景画は光と影の対比における光をとりわけ強調したもので、その典型的な例である本作は農民の小屋を描いている。古い小屋は幹の曲がった楢の木のように地面に根を下ろし、小屋と木は調和のとれた一対となっている。楢の木は新芽を出し、その鮮やかな緑色に惹かれて飛来してきた鳥たちが朽ちた屋根に止まっている。この簡素な風景は日々の困難に関係なく、何世紀にもわたって確立された生活様式の継続を想起させ、人生とその意味についての思索を促す。
枝が曲がりくねっている楢の木は、1630年代から1640年代初頭のファン・ホイエンの油彩画や素描によく見られる。ヘラクレス・セーヘルスの版画『古い楢の木』からの影響と思われるが、総じて1660年以降のオランダの画家たちは、こぶしや節だらけの古木をよく研究し、得意のものとしていた。
この作品は、1630年代のファン・ホイエンのモノクローム的風景画を代表する優品である。画家は素早く自由闊達な技法を用いており、その幅広い筆致が木の根の質感を伝えている。様々な色調の緑色の斑点を持つ木の葉により一種のパターンが生み出されている一方、農民や騎馬人物のいくぶんスケッチ風の描写は鋭い観察者の目になるものであることを明らかに示している。